# 纵棹园

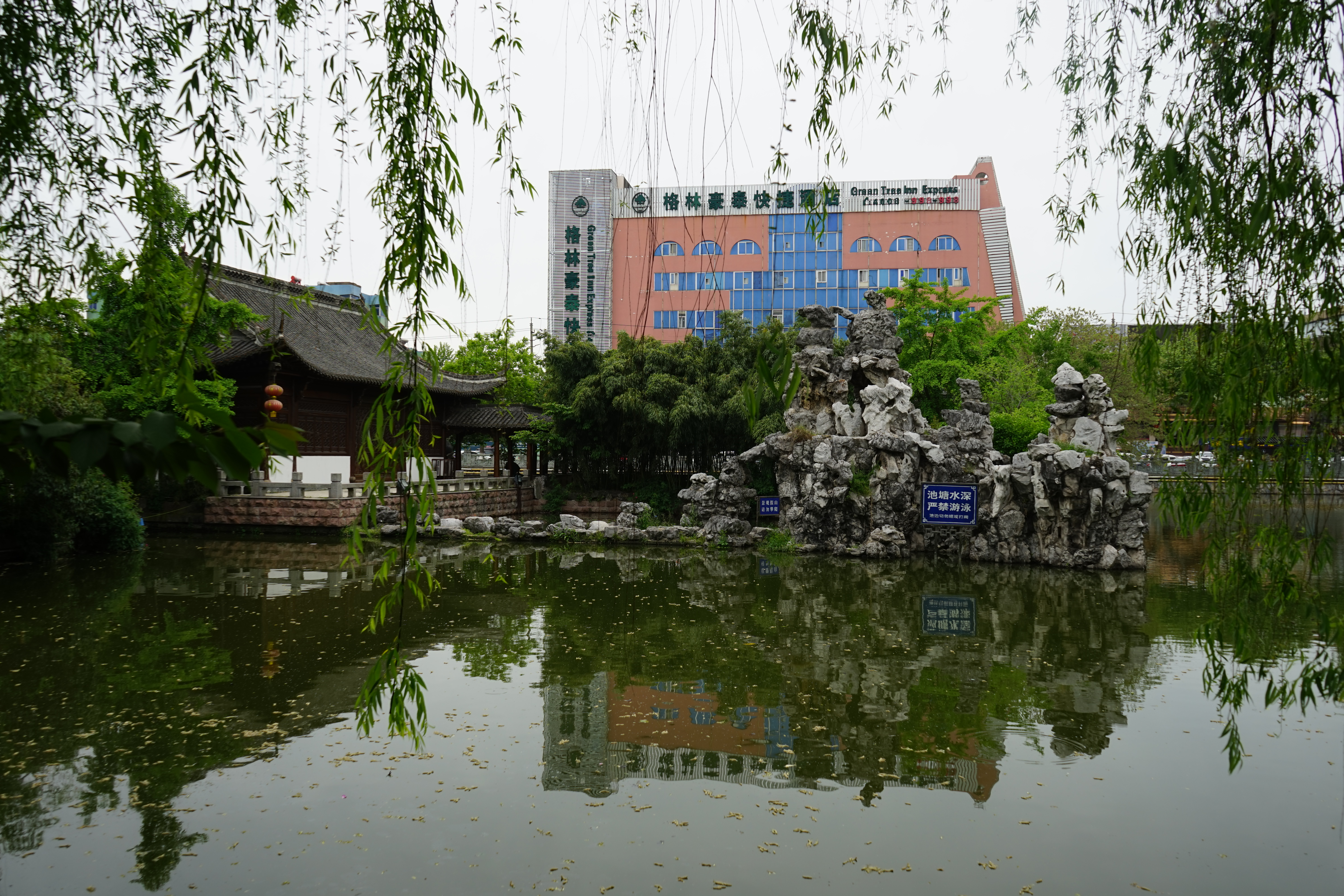
竹深荷静塘，纵棹园

纵棹园是江苏宝应县的一座古典园林，始建于清康熙二十七年（1688年），现为宝应县文物保护单位。最初的园主为康熙元年进士乔莱。当时的纵棹园占地近百亩，不采用叠石、种鱼、多架屋等修饰手法，而一切求诸自然。四方文人聚于园中，多有唱和之作，当时潘耒的《纵棹园记》亦为记载园内风貌的名篇。主要景观有竹深荷静堂、洗身亭、翦淞阁、津逮桥等。重修的八宝亭亦位于园中。